# Protoporfirina
Una protoporfirina è un tetrapirrolo sostituito da:
- Due gruppi vinilici (-CH=CH2)
- Due gruppi propionici (-CH2-CH2-COO-)
- Quattro gruppi metilici (-CH3)

La protoporfirina IX è una porfirina particolare che sfrutta cationi metallici bivalenti, in particolare Fe++, per trasportare piccole molecole come O2. 
Il Fe++ è stabilizzato allo stato ferroso dall'azione chelante (o sequestrante) dei quattro atomi di azoto del tetrapirrolo, ciò è di vitale importanza perché il ferro in soluzione tenda a passare allo stato ferrico (Fe+++), in questo stato non è in grado di legare l'ossigeno. Importante per stabilizzare Fe++ è anche il legame del catione con una particolare istidina presente nella molecola di emoglobina o di mioglobina nota come istidina prossimale. Questo legame lega covalentemente il gruppo prostetico eme (cofattore) alla sua apoproteina.

## Fonti
- David L. Nelson; Michael M. Cox, I principi di biochimica di Lehninger, quinta edizione, Zanichelli.